# Megaselia wheeleri
Megaselia wheeleri är en tvåvingeart som beskrevs av Borgmeier 1967. Megaselia wheeleri ingår i släktet Megaselia och familjen puckelflugor. Inga underarter finns listade i Catalogue of Life.